# Tsumcorite
La tsumcorite è un minerale. Fu scoperta nel 1971 da Bruno H. Geier (1902–1987), l'ex capo mineralogista della Tsumeb Corporation Limited, e chiamata tsumcorite (da TSUMeb CORporation) come riconoscimento ai  numerosi anni dedicati dal suo laboratorio alle ricerche sui minerali del giacimento di Tsumeb in Namibia.